# Los niños que sabían demasiado
Los niños que sabían demasiado (título original: The Kids Who Knew Too Much) es un telefilme de 1980 dirigida por Robert Clouse y protagonizada por Sharon Gless y Rad Daily.

## Argumento
En Los Ángeles un ladronzuelo llamado Davis que quiso hablar con una periodista por un mensaje codificado que encontró por casualidad es asesinado. Un niño, Bert Hale es testigo de lo ocurrido y además obtiene por casualidad el mensaje aunque luego le es arrebatado por los asesinos. Él y sus amigos entonces colaboran con la periodista para averiguar lo que está ocurriendo. Descubren que un senador poderoso de los Estados Unidos, Nelson Dunning, y un jefe del hampa, Frank Novack, están de alguna manera involucrados. Al mismo tiempo el premier ruso Markov visita la ciudad para firmar allí un tratado de paz.
Mientrastanto los asesinos, conscientes de que los están siguiendo y temerosos por lo que ya podrían saber, los intentan asesinar también. Finalmente consiguen decodificar el mensaje y descubren que el mensaje da instrucciones de asesinar al premier ruso. Descubren que el senador Nelson Dunning y ese rey del hampa junto con otros quieren asesinar al premier para que no haya ese tratado y así hacer muy grandes beneficios de la venidera tensión a causa de ello en la industria armamentística, donde tienen invertido mucho dinero y que perderían, si hubiese el tratado. También descubren que Davis descubrió eso por casualidad durante uno de sus hurtos. 
Cuando quieren informar al jefe de policía de Los Ángeles Avery de ello, él los encierra bajo falsos cargos, ya que es un sobornado del senador. Teniendo que actuar por su cuenta, ellos escapan de él y detienen con la ayuda del policía investigador del asesinato, teniente Bill Boyd, que se entera también de ello a través de ellos, el intento de asesinato por su cuenta que iba a ser cometido en unos estudios de cine en la ciudad con la ayuda de un rifle con mirada telescópica. Posteriormente los conspiradores son detenidos y los involucrados en destapar todo ello son luego galardonados por la ciudad.

## Reparto
- Sharon Gless - Karen Goldner
- Rad Daly - Bert Hale
- Larry Cedar - Rizzo
- Lloyd Haynes - Teniente Bill Boyd
- David Sheiner - Frank Novack
- Jared Martin - Senador Nelson Dunning
- Don Knight - Prescott
- Richard O'Brien - Jefe de policía Avery
- Dana Hill - Foxy Cooper
- Christopher Holloway - T.J. Hoffman
- Kevin King Cooper - Gus Jordan
- Michael Dante - Ross
- Jackie Coogan - Sr. Klein
- Ben Astar - Markov